# Sabana inundable del Paraná
La sabana inundable del Paraná (NT0908) es una ecorregión que bordea el sur del río Paraná en Argentina. Ha sido convertida en gran parte a la agricultura u ocupada por el desarrollo urbano, pero quedan parches dispersos del hábitat original a lo largo del río.

## Ubicación
La ecorregión de la sabana inundable del Paraná tiene una superficie de 3.885.000 hectáreas. Se extiende a lo largo del valle del río Paraná desde Resistencia, Chaco, hacia el sur hasta Buenos Aires. Incluye las llanuras inundables del Paraná medio y bajo, y las del río Paraguay, uno de los principales afluentes del Paraná. En el sur incluye el delta del Paraná y la cuenca del Río de la Plata. La ecorregión está formada por una franja que atraviesa la ecorregión del Chaco Húmedo en el norte. Más al sur, atraviesa la ecorregión del Espinal y luego la ecorregión de la Pampa Húmeda antes de llegar al estuario del Río de la Plata.

## Características físicas
La región contiene amplias tierras bajas costeras e islas bajas sujetas a inundaciones entre los canales de los ríos. Las grandes masas de agua aportan una gran humedad y atemperan las temperaturas extremas diarias y estacionales. La  clasificación climática de Köppen es "Cfa": templado cálido, totalmente húmedo, verano caluroso. En una ubicación de muestra en las coordenadas 31,25°S 59,75°W la temperatura media anual es de 19 °C (66 °F). El mes de julio es el más fresco, con una temperatura media de 12,4 °C (54,3 °F), y el más cálido en enero, con una temperatura media de 25,4 °C (77,7 °F). La precipitación total es de unos 1.100 milímetros de media. Las precipitaciones mensuales oscilan entre 30,1 milímetros en julio y 137,4 milímetros en marzo.

## Ecología
La sabana inundada del Paraná se encuentra en el reino neotropical y en el bioma de las praderas y sabanas inundadas. En su momento fue una de las mayores áreas de humedales y hábitats fluviales de Sudamérica.

### Flora
La vegetación es característica de las regiones subtropicales húmedas del noreste de Argentina. Incluye estrechas franjas de bosque y arbustos en las tierras que emergen del agua, matorrales y pastos en las islas, flora hidrófila y acuática en las orillas de los ríos y en los canales, y lagunas dentro de las islas. Entre las especies arbóreas destacan Salíx humboldtiana, Tessaria integrifolia y Erythrina crista-galli. Las plantas acuáticas incluyen especies de los géneros Eichhornia y Paederia, Victoria cruziana, Cyperus giganteus, Typha latifolia, Typha domingensis y Pontederia lanceolata.

### Fauna
Esta ecorregión cuenta con una considerable biodiversidad. Entre los mamíferos destacan la zarigüeya ágil (Gracilinanus agilis), el coipo (Myocastor coypus) y la rata de pantano argentina (Scapteromys aquaticus). Entre los reptiles destacan las serpientes leopardo (Helicops leopardinus) y verde común (Philodryas aestiva), la tortuga de cabeza de sapo de Hilaire (Phrynops hilarii) y la tortuga argentina de cuello de serpiente (Hydromedusa tectifera). La rana arbórea de hocico de Venezuela (Scinax x-signatus) está presente.[2] Entre las especies raras, endémicas o en peligro de extinción se encuentran la rana arborícola de lunares (Hypsiboas punctatus), el ciervo de los pantanos (Blastocerus dichotomus), la nutria neotropical (Lontra longicaudis) y el carpincho (Hydrochoerus hydrochaeris). Entre los anfibios en peligro se encuentran la salamandra de cabeza roma (Ambystoma amblycephalum) y la rana argentina de manchas rojas (Argenteohyla siemersi).
Entre las aves se encuentran el biguá (Phalacrocórax olivaceus), la garza tigre rufescente (Tigrisoma lineatum), el búho rayado (Pseudoscops clamator), el martín pescador verde (Chloroceryle americana), el gran halcón negro (Buteogallus urubitinga), el halcón de carretera (Rupornis magnirostris) la pava de monte (Penelope obscura), el pájaro carpintero común (Veniliornis mixtus), el tordo mayor (Phacellodomus ruber), el zorzal de vientre rufo (Turdus rufiventris) y el cazador de cañas de pico recto (Limnoctites rectirostris). Entre las aves amenazadas se encuentran el cardenal amarillo (Gubernatrix cristata), el águila del Chaco (Buteogallus coronatus) y el zarapito esquimal (Numenius borealis).
Hay más de 300 especies de peces, en su mayoría Characiformes y bagres. Entre las especies de peces que atraen a los turistas para la pesca deportiva están el sorubín manchado (Pseudoplatystoma corruscans), el sorubín barrado (Pseudoplatystoma fasciatum), el bagre amazónico paulicea (Paulicea lutkeni), el dorado (Salminus brasiliensis) y el pirapitá (Brycon orbiginianus). [2] Otras especies de gran valor económico son el pez prochilod (Prochilodus lineatus); las almejas nacaradas para adornos; y el coipo, la nutria neotropical, el capibara, la especie de caimán y el tegui dorado (Tupinambis teguixi) por sus pieles y cueros, y en menor medida por su carne.

## Estado de conservación
El Fondo Mundial para la Naturaleza otorga a la ecorregión el estatus de "crítica/en peligro". La sabana inundada del Paraná está ahora muy poblada y se ha convertido en su mayor parte en tierras de cultivo o zonas urbanas. Hay zonas dispersas del hábitat original a lo largo del borde del río en zonas inaccesibles. Las áreas protegidas incluyen la Reserva Provincial Cayastá, la Reserva Provincial Del Medio-Los Caballos, la Reserva Natural Estricta Colonia Benítez y la Reserva Provincial Vire-Pitá. La principal amenaza proviene de las presas y los diques. También preocupan el crecimiento urbano, la contaminación y la caza comercial ilegal para obtener pieles.